# Alejandro Iglesias Rossi
Alejandro Iglesias Rossi (Buenos Aires, 27 de julio de 1960) es un compositor, director, investigador y educador argentino. Ha recibido las dos distinciones musicales emblemáticas de la UNESCO: el "Primer Premio de la Tribuna Internacional de Compositores" (París, 1985) por su obra Ritos Ancestrales de una Cultura Olvidada, y el "Primer Premio de la Tribuna Internacional de Música Electroacústica" (Ámsterdam, 1996) por su obra Ángelus.

La producción de Iglesias Rossi refleja un espíritu paradójico. Es un artista que pertenece a su tiempo, en cuanto al lenguaje, pero cuya senda de búsqueda se acerca a la vertiente mística medieval más que a los aires del fin del s. XX. Fiel a su origen latinoamericano, sus obras ostentan color local en los textos y los materiales sonoros y su visión apocalíptica se traduce en una tensión de la cual difícilmente el oyente puede sustraerse.
 Diccionario de la Música Española e Hispanoamericana, Ed. Instituto Complutense de Ciencias Musicales, 1999.

## Biografía
En 1980 viaja a Boston para estudiar en el Boston Conservatory of Music (Estados Unidos), donde en 1982 se gradúa en Composición (Bachelor Degree with Honors in Music Composition).
Desde 1982 hasta 1990 vive en París, graduándose en 1988 con el Primer Premio en composición en la Escuela Nacional de Música de Pantin, al tiempo que obtiene el título de "Primer Premio por Unanimidad en Composición de Música Electroacústica e Investigación Musical", en el Conservatorio Superior Nacional de Música y Danza de París.

### Actividad en Argentina

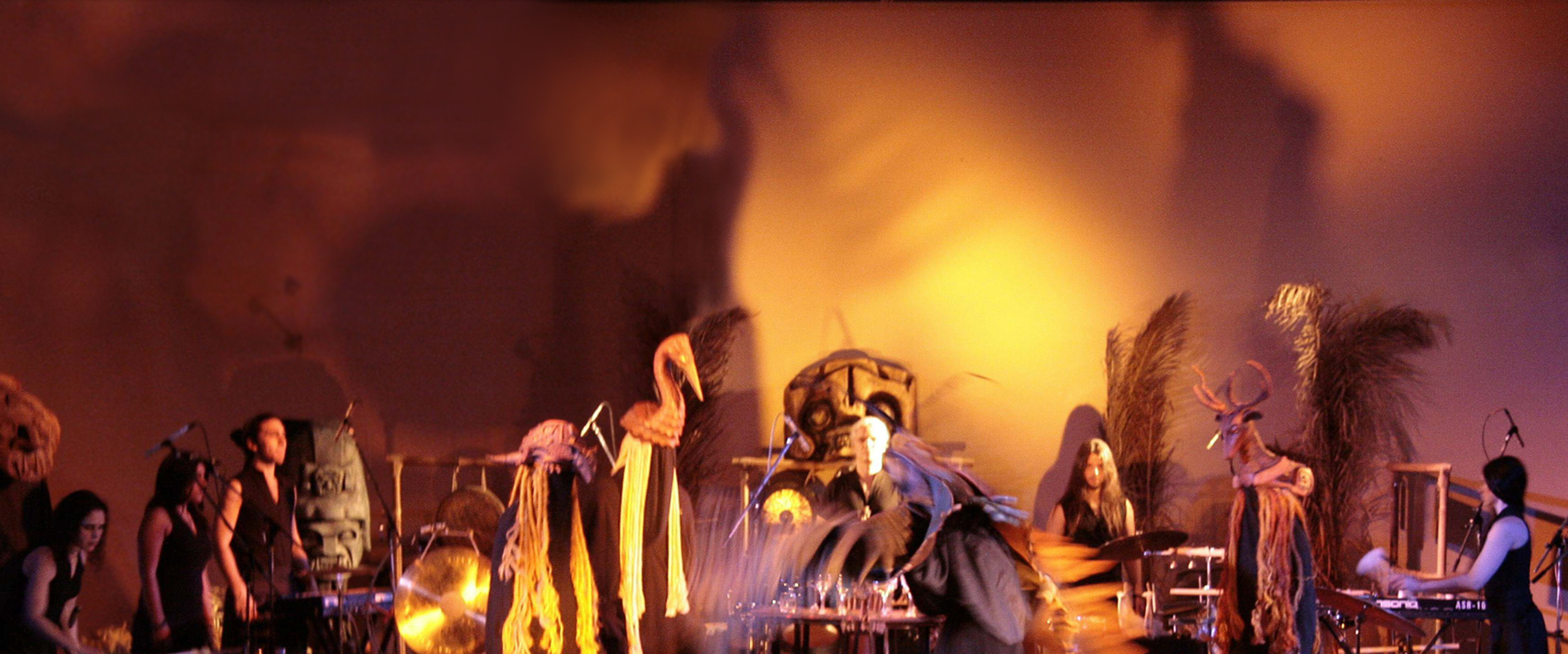
Orquesta de Instrumentos Autóctonos y Nuevas Tecnologías.

En la Universidad Nacional de Tres de Febrero creó la Orquesta de Instrumentos Autóctonos y Nuevas Tecnologías, dirigiéndola en conciertos a través del mundo (Australasia, Europa, África y las Américas), es director del IDECREA "Dra. Isabel Aretz", de la Maestría en Creación Musical, Nuevas Tecnologías y Artes Tradicionales, y de la Licenciatura en Música Autóctona, Clásica y Popular de América.
Es miembro fundador de la Red de Investigación y Creación Musical de América (RICMA), Es presidente del Consejo Argentino de la Música y vicepresidente el Consejo de la Música de las Tres Américas del Consejo Internacional de la Música de la UNESCO.

## Obras
Algunas de sus obras son:
- Ritos Ancestrales de una Cultura Olvidada (1983), para conjunto de cámara de percusión y soprano solista.
- Baladas, Danzas y Ecos (1985), para soprano y ensamble de música antigua.
- Qöllasuyu (Herida del Sur) (1986), obra electroacústica.
- Manchay Puitu (1987), para dos percusionistas, flauta y soprano.
- Llorando Silencios (Seis Canciones Quechuas) (1988), para violoncello solo.
- Canto Viejo (1988), para flauta, clarinete, piano, violín y chelo.
- Legüeras Soledades (1989), para saxo soprano y sampler.
- El Alarido de Mil Gargantas (1990), para soprano, bajo, coro mixto y orquesta.
- Bagual Oscuro (1991), para djembé y procesamiento en tiempo real.
- Acerados Cielos (1992), para percusión sola.
- Angelus (1996), obra electroacústica.
- Ritual (Una Plegaria) (1997), para soprano y orquesta de cámara.
- Ascensión (Las Tierras Nuevas) (1998), obra electroacústica.
- Tres Epístolas (del secreto de las alas ocultas a la luz del sol de medianoche) (2000), obra electroacústica.
- Cóndor Rojo (2003), para piano solo.
- Quipus (2004), para cuarteto de cuerdas amplificado.
- De las Fases de la Inmovilidad en el Vuelo (del Viaje de la Sangre en el Orden del Aire) (2004), para orquesta de instrumentos autóctonos de América.

## Distinciones recibidas
Entre las distinciones recibidas por sus obras se destacan:
- Premio Especial del Primer Concurso Kazimierz Serocki (1984), en Varsovia, organizado por la Sección Polaca de la Sociedad Internacional de Música Contemporánea,
- Premio BMI for Student Composers (1984), otorgado por la Broadcast Music Inc. de los Estados Unidos
- Primer Premio de la Tribuna Nacional de Compositores (1985), en Buenos Aires, otorgado por el Consejo Argentino de la Música por su obra Ritos Ancestrales de una Cultura de Olvidada
- Primer Premio del UNESCO International Rostrum of Composers, Tribuna Internacional de Compositores de la UNESCO (1985),[8] en París, otorgado por el Consejo Internacional de la Música
- Su obra fue elegida por Yehudi Menuhin para cerrar el 2.º festival de su fundación en el gran auditorio de la sede de la Unesco en París (1986)
- Premio MusikProtokoll (1986), en Graz (Austria), otorgado por el Jurado Internacional de la Escuela Superior de Música y Artes de Graz y el Festival Steirischer Herbst
- Compositor emblemático de América Latina elegido por la International Society for Contemporary Music (ISCM) en 1988 con el objeto de difundir la música contemporánea en todo el mundo a través de un Programa Monográfico que es filmado por la TV Nacional de Polonia
- Premio del Forum Jungen Komponisten (1992), de la radio WDR de Kóln (Alemania),
- Premio del Festival Internacional de Música Contemporánea de Pittsburgh (EE. UU.) (1992)
- Primer Premio Municipal de la Ciudad de Buenos Aires (1995)
- Primer Premio Tribuna Nacional de Compositores (1996), otorgado por el Consejo Argentino de la Música por su obra Angelus
- Primer Premio del UNESCO International Rostrum of Electroacoustic Music (Tribuna Internacional de Música Electroacústica de la UNESCO)" (1996),[9] otorgado por el Consejo Internacional de la Música. De esta manera, se convirtió en el único compositor en la historia en haber sido galardonado con los dos Premios emblemáticos de la UNESCO (dedicados respectivamente a la música instrumental y a la música electroacústica, y organizados por el Consejo Internacional de la Música).

### Homenaje de John Cage
En 1988, la International Society for Contemporary Music (ISCM) elige veinte compositores de los diferentes continentes, entre ellos Alejandro Iglesias Rossi, como representante de América Latina (otros participantes fueron K. Penderecki, I. Xenakis, L. Andriessen y L. Berio), con motivo de realizar una serie de programas de televisión producidos por la televisión polaca, con la participación de John Cage, Rolf Liebermann y Zygmunt Krause (presidente de la ISCM), con el objeto de difundir la música contemporánea en todo el mundo.
La presentación de sus obras fue efectuada a través de un poema (Mesostic) dedicado a Alejandro Iglesias Rossi por el gran maestro norteamericano John Cage, que el mismo Cage leyó ante las cámaras. Su texto (en inglés) es el siguiente:

I try to get closer to something I don’t really know

Is least remain I that joy

Doesn’t interest which function of suffering things remain

That joy rarely appears in music

Should be in society?

It is military for me

A grief for me it is

There should, there be, there is

Nothing..., if there is a function there

Is the function many things?

Function should?

Should it?

That joy...

Various..., should there be

That joy...

Life..., composing life

Mostly doesn’t least important

I know which.
John Cage